# Vysokov
Vysokov (en allemand : Hohenfeld) est une commune du district de Náchod, dans la région de Hradec Králové, en Tchéquie. Sa population s'élevait à 510 habitants en 2022.

## Géographie
Vysokov se trouve à 4 km à l'ouest-sud-ouest de Náchod, à 30 km au nord-est de Hradec Králové et à 125 km à l'est-nord-est de Prague.
La commune est limitée par Kramolna au nord, par Náchod à l'est, par Provodov-Šonov au sud et au sud-ouest, et par Studnice à l'ouest et à nord-ouest.

## Histoire
La première mention écrite de la localité date de 1465.

## Galerie

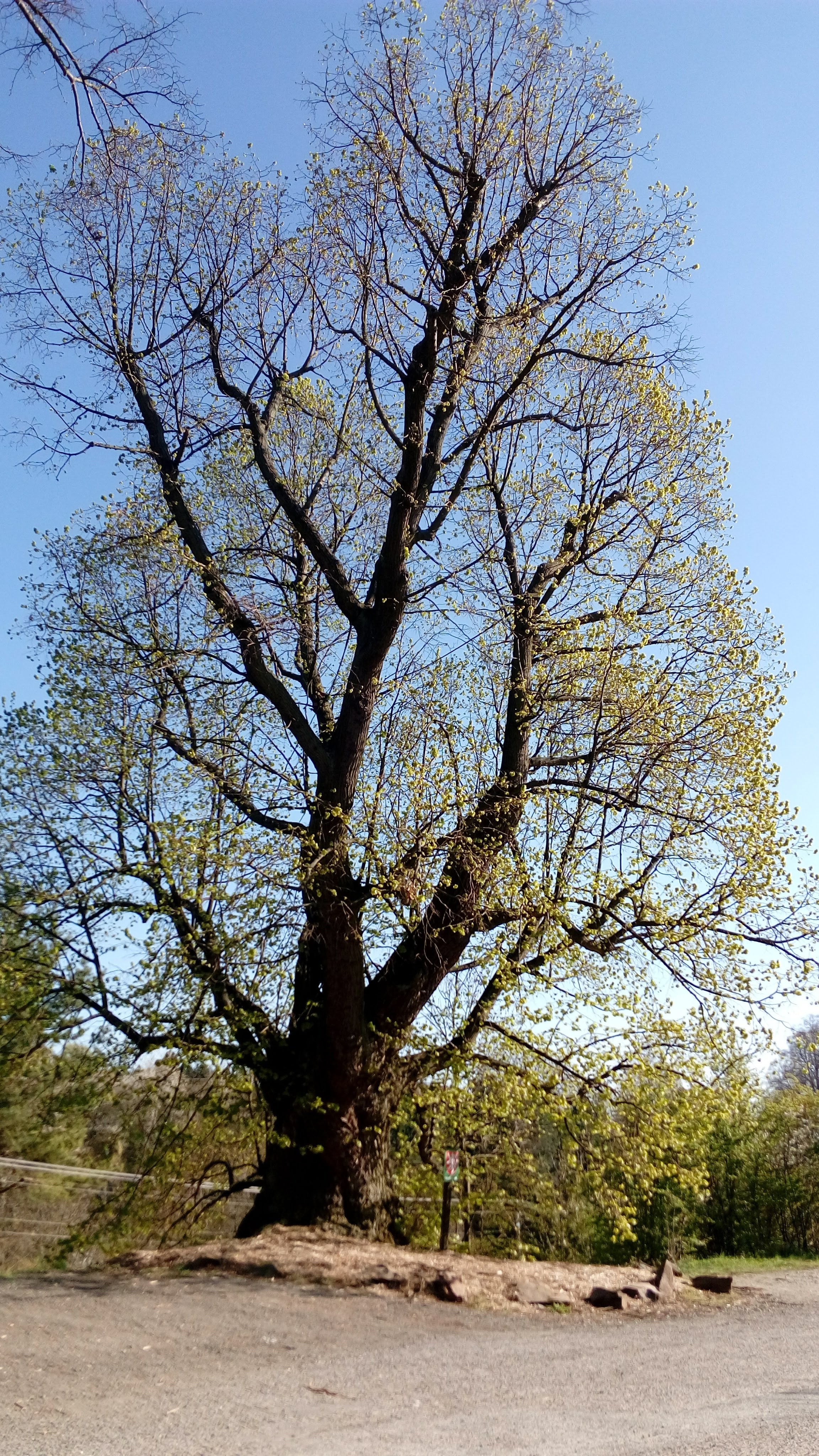
Arbre remarquable.
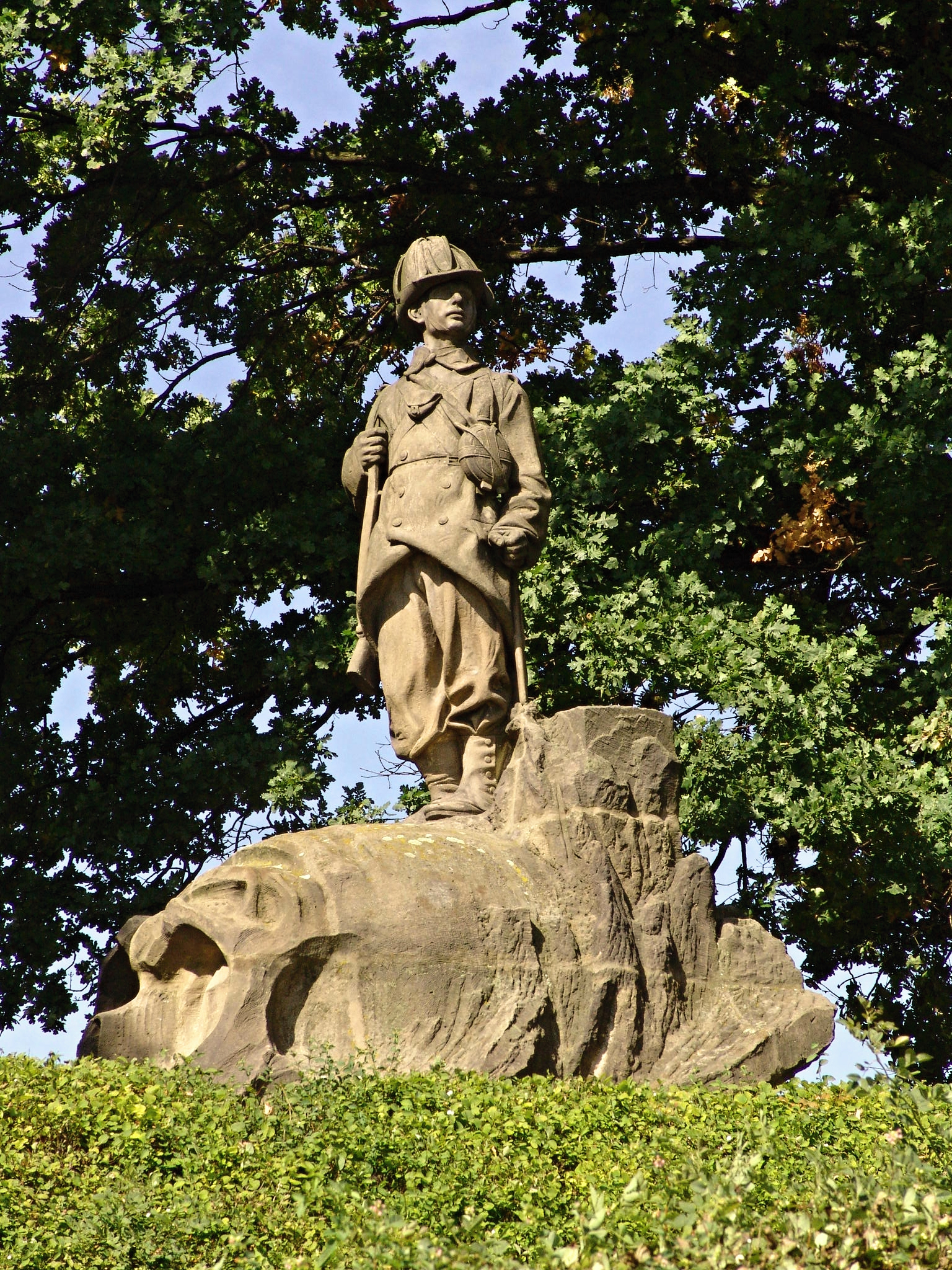
Monument à la guerre entre la Prusse et l'Autriche de 1866.

## Transports
Par la route, Vysokov se trouve à 5 km de Náchod, à 38 km de Hradec Králové et à 154 km de Prague. 